# Shantungosaurus
Shantungosaurus ("gušter iz Shandonga") bio je rod dinosaura saurolofina, iz porodice hadrosaurida, a nastanjivao je područje kasnokredske formacije Wangshi na poluotoku Shandong u Kini.

## Opis
Shantungosaurus spada među najdulje i najveće poznate hadrosauride; izmiješani kostur srednje velike jedinke u Geološkom institutu Kine u Pekingu dug je 14,72 metra, a holotipna lubanja duga je 1,63 metara. Težina je procijenjena na čak 16 tona. S kosturom dugim 16,6 metara, taj rod trenutno je najveći poznati pripadnik Ornithischia, a osim toga, i najveći dinosaur koji nije sauropod. Imao je neobično dug rep, vjerojatno kao protutežu velikoj težini koncentriranoj na kukovima te životinje.
Kao i svi hadrosauri, nije imao zube u kljunu, ali je u čeljustima imao oko 1500 zuba za meljenje. Moguće je da je velika rupa u blizini njegovih nosnica bila pokrivena kožom, koja se mogla napuhati u svrhu stvaranja zvukova.

## Otkriće i vrste
Prvi put opisan 1973. godine, Shantungosaurus je poznat iz preko pet nepotpunih kostura. Kineski znanstvenik Xing Xu i njegove kolege ukazuju na to da je Shantungosaurus vrlo sličan Edmontosaurusu, s kojim ima i brojne jedinstvene zajedničke osobine i tvori azijski ogranak kladusa Edmontosaurus–Shantungosaurus, koji se temelji na novim ostacima pronađenim u Shandongu. Tu su pronađeni ostaci nekoliko jedinki, uključujući i lubanje, kosti udova i kralješke. Ti primjerci su 2007. klasificirani u novi rod i vrstu Zhuchengosaurus maximus. Međutim, daljnja istraživanja pokazala su da su navodno različite osobine roda Zhuchengosaurus zapravo bile rezultat različite starosne dobi njegovih primjeraka.

## Vanjske poveznice
- Shantungosaurus na DinoData, pristupljeno 1. lipnja 2014.